# Зозулинець шоломоносний
Зозули́нець шоломоно́сний (Orchis militaris L.) — вид орхідей роду зозулинець.

## Ботанічні характеристики

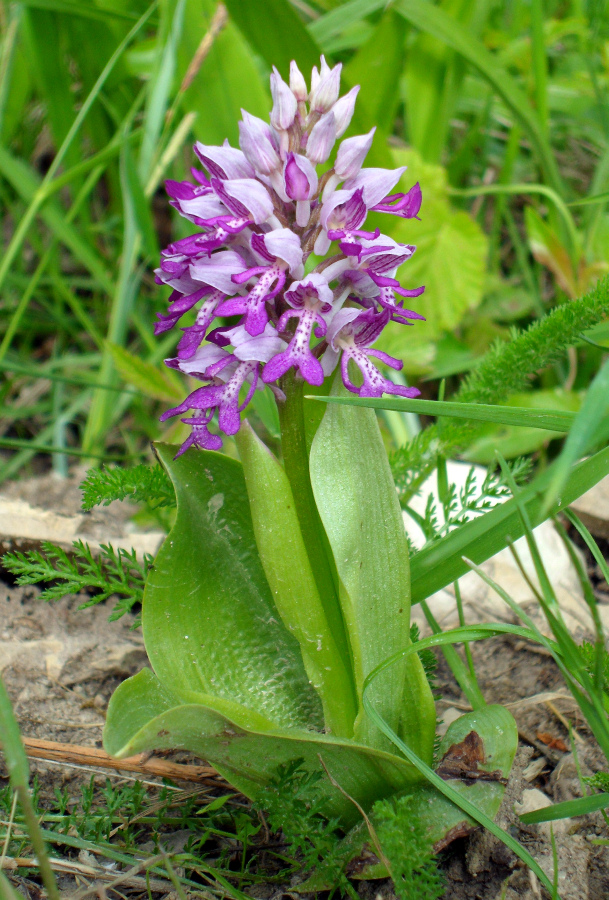
Загальний вигляд рослини

Рослина висотою 20—45 см, з яйцюватими бульбами. Стебло з 3—5 яскраво-жовтими довгастими листками, розміщеними в його нижній частині, і двома листкоподібними піхвами — в середній. Суцвіття багатоквіткове, щільне, циліндричне. Квітки рожевувато-лілово-пурпурові, запашні, складної будови: 5  пелюсткоподібних листочків оцвітини сходяться верхівками, утворюючи шолом, шостий (губа) — 3-роздільний, звисає донизу і біля основи має коротку шпорку. Плід — коробочка. Насіння дрібне, пилувате. Цвіте у квітні — червні.

## Походження назви
Назва роду походить від грецького слова, що в перекладі означає «ядро», і пов'язана, очевидно, з формою бульб рослини. Видова назва в перекладі з латинської мови означає «солдат» і дана рослині за схожість квіток з шоломом. Квітки запилюються джмелями.

## Поширення
Росте на вологих луках, у чагарниках, на лісових галявинах, узліссях у гірських, лісових і лісостепових районах країни і дуже рідко у степових.
В Україні росте 26 видів зозулинця. Всі вони занесені до Червоної книги.